# Commune (Kosovo)
Pour les articles homonymes, voir Commune (homonymie).
La commune ou municipalité (en albanais : komuna, en serbe : општина ou opština) est une division administrative du Kosovo.  Chacune de ces communes ou municipalités est incluse dans un district. Le découpage actuel remonte à l’an 2000 et a été effectué par la MINUK. Ce découpage n’a pas été officiellement reconnu par la république de Serbie.

## Liste des communes
Selon le découpage de la MINUK, le Kosovo compte 30 municipalités,, :

Carte des municipalités du Kosovo

Le premier nom est albanais et le second serbe :
1. Deçan / Dečani
2. Dragash / Dragaš
3. Gjakovë / Đakovica
4. Gllogoc / Glogovac
5. Gjilan / Gnjilane
6. Istog / Istok
7. Kaçanik / Kačanik
8. Klinë / Klina
9. Fushë Kosovë / Kosovo Polje
10. Kamenicë / Kosovska Kamenica
11. Mitrovicë / Kosovska Mitrovica
12. Leposaviq / Leposavić
13. Lipjan / Lipljan
14. Malishevë / Mališevo
15. Novobërdë / Novo Brdi
16. Obiliq / Obilić
17. Rahovec / Orahovac
18. Pejë / Peć
19. Podujevë / Podujevo
20. Prishtinë / Priština
21. Prizren / Prizren
22. Skënderaj / Srbica
23. Shtime / Štimlje
24. Shtërpcë / Štrpce
25. Suharekë / Suva Reka
26. Ferizaj / Uroševac
27. Viti / Vitina
28. Vushtrri / Vučitrn
29. Zubin Potok  / Zubin Potok
30. Zveçan  / Zvečan

Les communes de Leposavić, Zubin Potok et Zvečan dans le nord du Kosovo, ont chacune une majorité serbe significative, avec plus de 90 % de la population. Toutes les autres sont, de façon prédominante, albanophones sauf Štrpce au sud, qui a une majorité serbe. Avant la guerre du Kosovo, la commune de Novo Brdo avait aussi une majorité serbe tandis que désormais la majorité est nettement albanaise.

## Évolutions

### Anciennes municipalités
Avant le découpage administratif de 2000 existaient deux municipalités additionnelles : Gora et Opolje. En 2000, elles ont été fusionnées pour former la nouvelle municipalité de Dragash/Dragaš. Le nombre de communes est cependant resté le même puisque dans le même temps a été créée la municipalité de Malishevë/Mališevo par la réunion de territoires prélevés sur les municipalités de Rahovec/Orahovac, de Suharekë/Suva Reka, de Klinë/Klina et de Gllogovc/Glogovac.

### Nouvelles communes
Des communes vont être créées : cinq communes sont annoncées afin de décentraliser davantage le Kosovo, deux sont surtout albanophones (Han i Elezit et Junik), deux sont serbophones (Gračanica et Parteš) et la cinquième surtout peuplée de Turcs du Kosovo, Mamuşa. Le processus de création a commencé dans trois des cinq communes pilotes (Han i Elezit, Junik et Mamuşa). 
La Constitution du Kosovo et le plan de Martti Ahtisaari prévoient la création de dix communes à majorité serbe au sein du Kosovo pour mieux représenter la minorité serbe qui constitue 7 % environ de la population totale.